# Tuomas Mäntynen
Tuomas Rauno Mäntynen, född 19 mars 1932 i Sippola, död 8 december 2024, var en finländsk målare.
Mäntynen studerade 1952–1954 vid Konstindustriella läroverket, 1956–1957 vid Fria konstskolan och 1958–1959 och 1961 vid Académie de la Grande Chaumière i Paris samt ställde ut första gången 1961.
Han tidigaste arbeten från början av 1960-talet var expressionistiska, men han blev mer känd för sitt mörk- eller blåtonade naivistiska måleri, ofta scener och landskap i kvälls- eller skymningstid. Till hans favoritmotiv hörde nattliga gator, parkfester, kafé- och restauranginteriörer, broar och järnvägar. Även exotiska miljöer utomlands förekom i hans produktion.
Mäntynen var aktiv och innehade förtroendeuppdrag inom olika konst- och konstnärsorganisationer. Han tillhörde konstnärsgrupperna Alfa sedan 1976, Arkki, Pyry och Unite. Han erhöll professors titel 1996.